# 白教堂路
51°31′06″N 0°03′48″W / 51.51833°N 0.06333°W

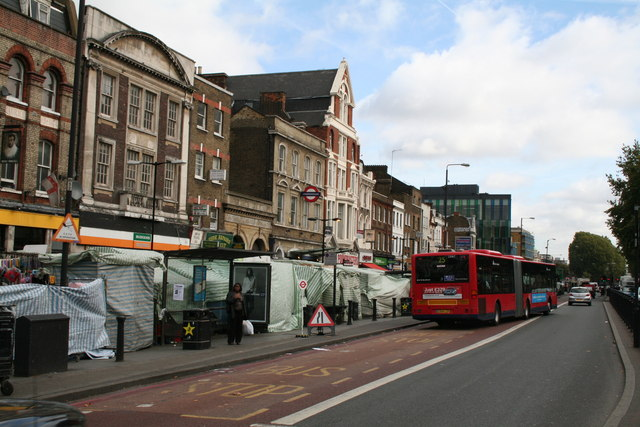
從白教堂路近白教堂站一帶往東眺望，左側為白教堂路市場。

白教堂路是位處倫敦東區白教堂的一條主要幹道，以恭敬聖母瑪利亞的一座小教堂（chapel of ease）命名。白教堂路從東往西連接麥爾安德路與阿爾德門，前身是倫敦與高車士打之間的一條羅馬道路的一部分，現在則屬於A11公路。
白教堂路於19世紀建成，現在是白教堂地區的一處主要購物區，沿路建有白教堂路市場、白教堂站及皇家倫敦醫院，並劃出公車專用道及有限的停車位。
多個少數族裔社群均以白教堂路為中心。1850至1930年代間，倫敦的英國猶太人社群於此開設了多家猶太商店和市場攤販。直到20世紀末，白教堂路則成為了孟加拉裔英國人既定的定居點，至今仍在此開店或於白教堂路市場販售亞洲食品。阿爾塔·阿里公園亦坐落於白教堂路上，用作紀念遭致命的種族攻擊的亞裔工人阿爾塔·阿里。